# 楊鯤
楊鯤，山西寧武人，清朝康熙、雍正年間軍事將領。
楊鯤是南昌水師營遊擊楊光祖之子。楊光祖在征討吳三桂時殉職，臨死前將楊鯤、楊鵬兄弟托孤於其慕僚狄存周。楊鯤長大後子承父業，曾歷任江南江寧城守石營守備、廣西潯州協都司、甘肅黑城營遊擊、甘肅莊浪營參將、山西東路營參將、山西利民路營參將、直隸務關營參將。康熙五十三年（1714年），升任廣東廣州副將。同年，調任直隸河間協副將。康熙五十四年（1715年），任雲南曲尋武霑總兵官。雍正四年（1726年），任直隸正定總兵官。雍正五年（1727年），擢升為直隸古北口提督。雍正七年（1729年）正月協辦直隸總督，六月解職。